# ノーマン・ホィットフィールド
ノーマン・ジェシー・ホィットフィールド（Norman Jesse Whitfield、1940年5月12日 – 2008年9月16日) はアメリカ合衆国のソングライター兼レコード・プロデューサー。
1960年代のモータウンにおける諸作品により広く知られる 。モータウン・サウンドの創造者の一人であり、1960年代末期のサイケデリック・ソウルの発展に寄与した。25年のキャリアにおいて、さまざまなモータウン・アーティストのために不滅のヒットを制作した。
代表作は
- テンプテーションズ『Ain't Too Proud to Beg』『(I Know) I'm Losing You』『Cloud Nine』『I Can't Get Next to You』『Ball of Confusion (That's What the World Is Today)』『Just My Imagination (Running Away with Me)』『Papa Was a Rollin' Stone』
- マーヴィン・ゲイ『悲しいうわさ（I Heard It Through the Grapevine）』、
- エドウィン・スターの『黒い戦争 (War)』、
- The Undisputed Truth『Smiling Faces Sometimes』

など。
特にテンプテーションズのプロジェクトに多くかかわり、1969年から1973年までの彼らの8枚のアルバムを単独プロデュースした。彼は1975年に自身のレーベル「ホィットフィールド・レコード」を創設し、ローズ・ロイスのヒット『Car Wash』を生み出した。
彼はモータウン時代の作詞協力者バレット・ストロングとともに2004年にソングライターの殿堂入りした。
2024年4月21日には、米国・Rock & Roll Hall Of Fameより、2024年度『ロックの殿堂 ミュージカル・エクセレンス・アワード』に選出された。

## 生涯

### 少年時代とキャリア
ハーレム出身で、10代の大半をビリアード場で過ごす。10代後半になると、家族とミシガン州デトロイトに引っ越し、父は、妹の夫が所有するドラッグストア「バースウェル・ドラッグス」のチェーン店で働き始めた。ミシガン州の北西高校に編入。
1959年、19歳になるとモータウンのヒッツヴィルUSA事務所に何度も訪れ、仕事を求めた。当時モータウンは成長期だった。モータウン創立者ベリー・ゴーディーは彼の熱意を認め、彼を「品質管理部門」担当にした。そこでは歌を発売するかどうかが決められていた。その後モータウンの社内作曲スタッフとなる。
初期の作品はある程度成功を収めた。
- マーヴィン・ゲイ『Pride and Joy』、
- マーヴェレッツ『Too Many Fish in the Sea』、
- ヴェルヴェレッツ『Needle in a Haystack』。

モータウン内部で確固たる地位を築いたのはプロデュースを始めた時。1966年（26歳）にスモーキー・ロビンソンに代わってテンプテーションズのメイン・プロデューサーとなった。それは、1966年に彼の『Ain't Too Proud to Beg』がロビンソンの『Get Ready』よりもポップチャートで好成績を収めた直後のことだった。

### ザ・テンプテーションズ

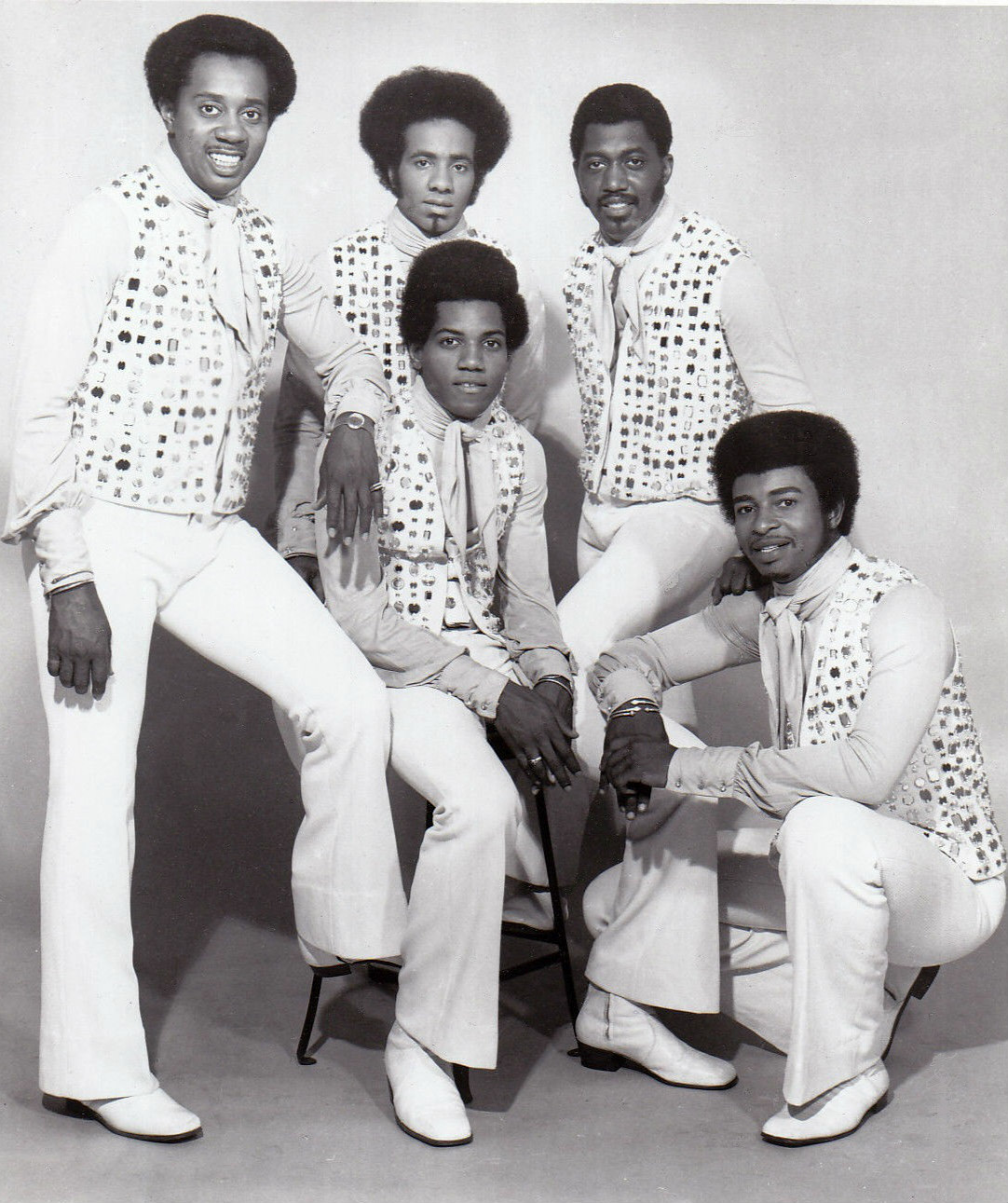
1971年のテンプス

1966年から1974年までテンプテーションズのすべての作品を制作。SEなどの実験を繰り広げた。 モータウン初のヒット曲でビートルズがカバーした『Money (That's What I Want』を歌っていたバレット・ストロングをパートナーとし、テンプテーションズやマーヴィン・ゲイ、グラディス・ナイト・アンド・ザ・ピップスなどに曲を書いた。
マーヴィンとグラディスは『悲しいうわさ』を別々にヒットさせた。グラディスのヴァージョン（1968年）はモータウン史上最大のヒットだったが、一年後のマーヴィンのヴァージョンはそれを越えた。 
1968年にテンプテーションズのリード・シンガーがデヴィッド・ラフィンからデニス・エドワーズに代わると、グループのサウンドをより激しく暗いものにした。それはスライ・アンド・ザ・ファミリー・ストーンやファンカデリックのサウンドを取り込んだ、サイケデリック・ロックとファンクの融合であった。 
彼はまた歌の主題を変えた。ラブソングから当時の社会問題（戦争・貧困・政治）へ。テンプテーションズの新しいサイケデリック・ソウルが初めにあらわれたのは1968年後半の曲『クラウド・ナイン』だった。それはモータウンにとって最初のグラミー受賞曲となり、「デュオまたはグループのヴォーカルによるベスト・ R&Bパフォーマンス」を獲得した。
彼とテンプテーションズにとって二度目のグラミー受賞曲は1973年のシングル『Papa Was a Rollin' Stone』だった。このシングルのB面のインストゥルメンタル曲によりホィットフィールドは、アレンジャーのポール・ライザーとともに「ベストR＆Bインストゥルメンタル・パフォーマンス賞」を獲得し、バレット・ストロングとともにBest R&B Song賞を獲得した。

### 「サイケデリック・ソウル」、モータウンとの決裂
テンプテーションズ、エドウィン・スター、The Undisputed Truthなどのサイケデリック・ソウルは1960年代後半のモータウン・サウンドをアップデートした。 曲の長さ・ギターのディストーション・ドラムスの多重録音・ヴォーカル・アレンジの工夫などは彼の制作、また彼が指導したモータウンの後進たちのトレードマークになった。弟子の中にはフランク・ウィルソンがいる。
しかし、ホィットフィールドとテンプテーションズの間の摩擦と対立が顕在化しはじめた。グループがいやがったのは、ホィットフィールドが楽器編成にばかりこだわってヴォーカルを軽んじるようになったことと、ロマンティックなバラードをほとんど作らなくなったことであった。

### ホィットフィールド・レコード（Whitfield Records）と後半生
1973年（33歳）、モータウンを去り、自身のレーベル「ホィットフィールド・レコード」を創設。
最初のリリースは、モータウンから引き抜いたThe Undisputed Truthだった。その後ローズ・ロイス、ウィリー・ハッチ、Nytro、Mammatapee、ジュニア・ウォーカーと続く。
1976年にはローズ・ロイスのシングル『Car Wash』がスマッシュ・ヒットとなる。かつてモータウン時代にエドウィン・スターのバック・バンドであったローズ・ロイスはさらに3枚のアルバムを作ったが、『Car Wash』の成功を超えることはなかった。この曲は1976年の映画『Car Wash』の主題歌となり、サントラを担当したホィットフィールドは1977年にグラミー賞「映画スコア」賞を受賞。
また1977年の映画『Which Way Is Up?』の主題歌（Stargardというバンドにより歌われた）も担当した。
1980年代初頭に古巣のモータウンに復帰し、テンプテーションズ1983年のヒット・シングル『Sail Away』や映画『The Last Dragon』のサントラを制作した。
2005年1月18日、彼は1995年から1999年までの印税収入に関する納税漏れを指摘され、有罪となった。200万ドル（2億円）の脱税容疑で、半年の自宅拘束、2万5000ドル（250万円）の追徴課税が言い渡された。健康問題で刑務所には入らずに済んだ。
最期の数か月、ロサンゼルスのツィダース・シナイ病院に入院していた。糖尿病などの治療を受けていた。彼はいったん昏睡状態になり、短期間回復したが、糖尿病の合併症で亡くなった。
彼は2008年9月16日午後3時半に亡くなった。

## ディスコグラフィー

### 主なプロデュース作品
- 1963: "Pride & Joy" – マーヴィン・ゲイ
- 1964: "Too Many Fish in the Sea" – The Marvelettes
- 1964: "Needle in a Haystack" – The Velvelettes
- 1964: "He Was Really Sayin' Somethin'" – The Velvelettes
- 1964: "Girl (Why You Wanna Make Me Blue)" – テンプテーションズ (US #26)
- 1966: "Ain't Too Proud to Beg" – テンプテーションズ(US #13, UK #21)
- 1966: "Beauty Is Only Skin Deep" –テンプテーションズ (US #3, UK #18)
- 1966: "(I Know) I'm Losing You" –テンプテーションズ(US#8, UK #19)
- 1967: 悲しい噂　"en:I Heard It Through the Grapevine" – グラディス・ナイト・アンド・ザ・ピップス (US#2)、マービン・ゲイ版およびCreedence Clearwater Revivalも存在する。
- 1967: "You're My Everything" – テンプテーションズ (US #6, UK #26)
- 1967: "I Wish It Would Rain" – テンプテーションズ (US #4)
- 1968: "I Could Never Love Another (After Loving You)" – –テンプテーションズ(US #13)
- 1968: "The End of Our Road" – Gladys Knight & The Pips
- 1968: "Cloud Nine" – テンプテーションズ (US #6, UK #15)
- 1969: "Friendship Train" –グラディス・ナイト・アンド・ザ・ピップス
- 1969: "Runaway Child, Running Wild" – テンプテーションズ (US #6)
- 1969: "Too Busy Thinking About My Baby" – マーヴィン・ゲイ
- 1969: "I Can't Get Next to You" – テンプテーションズ (US #1, UK #13)
- 1969: "Don't Let The Joneses Get You Down" – –テンプテーションズ (US #20)
- 1970: "You Need Love Like I Do (Don't You)" – グラディス・ナイト・アンド・ザ・ピップス, テンプテーションズ版も存在する。
- 1970: "Psychedelic Shack" – テンプテーションズ (US #7, UK #33)
- 1970: "Hum Along and Dance" ––テンプテーションズ ( Rare Earthや ジャクソン5が後にカバー)
- 1970: "Ball of Confusion (That's What the World Is Today)" – テンプテーションズ (US #3, UK #7)
- 1970: 黒い戦争　"War" – エドウィン・スター (US #1, UK #3)
- 1971: "Smiling Faces Sometimes" – The Undisputed Truth（原曲は–テンプテーションズ）
- 1971: "Just My Imagination (Running Away with Me)" – –テンプテーションズ(US #1, UK #8)
- 1972: "Papa Was a Rollin' Stone" -テンプテーションズ, (US #1, UK #, 原曲は The Undisputed Truth)
- 1973: "Masterpiece" –テンプテーションズ (US #7)
- 1973: "Let Your Hair Down" – –テンプテーションズ(US #27)
- 1976: "Car Wash" – ローズ・ロイス (US #1, UK #9)
- 1976: "I'm Going Down" – ローズ・ロイス
- 1976: "I Wanna Get Next to You" – ローズ・ロイス(US #10)
- 1977: "Ooh Boy" –ローズ・ロイス
- 1977: "Wishing on a Star" –ローズ・ロイス (UK #3)
- 1978: "Love Don't Live Here Anymore" – Rローズ・ロイス (US #32, UK #2,のちに ジミー・ネイル（英語版）がカバーし、ネイル版は全英チャート3位にランクインした)

## 参照
1. 1 2 3 4 5 6 7  allmusic Biography
2. 1 2  “The Associated Press: Motown writer, producer Norman Whitfield dies”. 2008年9月17日閲覧。
3. ↑  “オジー・オズボーン、フォリナー、ピーター・フランプトンがロックの殿堂入り”.  BARKS (2024年4月22日). 2024年4月23日閲覧。
4. ↑  Corbett, John (1994). Extended Play: Sounding Off from John Cage to Dr. Funkenstein. Durham, North Carolina: Duke University Pres. pp. 149-150 「実際、モータウンのテンプテーションズはPファンクの要素を多分に含んでいた。'ノーマンはテープ・レコーダーで俺たちのショーを録音しながら聴いていたに違いない'とジョージ・クリントンは発言している」（ジョン・コーベット）。